# رنلی براتیون
رنلی براتیون (انگلیسی: Renly Baratheon) یک شخصیت خیالی در مجموعه داستان‌های خیالی-حماسی ترانه یخ و آتش اثر نویسندهٔ آمریکایی جرج آر. آر. مارتین و اقتباس تلویزیونی آن بازی تاج‌وتخت است.
او که نخستین بار در رمان بازی تاج‌وتخت (۱۹۹۶) معرفی می‌شود، کوچکترین پسرِ «لُرد استفان براتیون» و «کاسانا استرمونت» و برادر کوچکتر رابرت براتیون و استنیس براتیون است.
نقش این شخصیت خیالی را در مجموعهٔ تلویزیونی بازی تاج‌وتخت که محصول اچ‌بی‌او است، گثین آنتونی ایفا می‌کند.

## ویژگی‌های شخصیت
رنلی براتیون را خوش‌سیما و پُرجذبه توصیف کرده‌اند که به راحتی دوست پیدا می‌کند. به همین سبب، او هواداران زیادی در میان مردم عادی و کوچه‌وبازار دارد. علی‌رغم زنان زیادی که مجذوب او شده‌اند، او همجنسگرا است. وی به کمک جادو و توسط سایه‌ای از برادرش کشته می‌شود.